# 3528 Counselman
3528 Counselman è un asteroide della fascia principale. Scoperto nel 1981, presenta un'orbita caratterizzata da un semiasse maggiore pari a 2,5353920 UA e da un'eccentricità di 0,1576178, inclinata di 7,45355° rispetto all'eclittica.